# Узынжар
Узынжар (каз. Ұзынжар, до 2008 года — Октябрьское) — село в районе Шал акына Северо-Казахстанской области Казахстана. Входит в состав Юбилейного сельского округа. Код КАТО — 595655800.

## География
Село находится на расстоянии 47,5 километров от районного центра, города Сергеевка и 217 километров от областного центра, города Петропавловск. Расположено возле впадения реки Шудасай (Чудосай) в Ишим, у юго-западного берега Сергеевского водохранилища.

## История
До 2013 года село являлось административным центром упразднённого Октябрьского сельского округа.

## Население
В 1999 году население села составляло 899 человек (418 мужчин и 481 женщина). По данным переписи 2009 года в селе проживали 573 человека (270 мужчин и 303 женщины).